# Myospila aureorufa
Myospila aureorufa är en tvåvingeart som beskrevs av John Richard Vockeroth 1972. Myospila aureorufa ingår i släktet Myospila och familjen husflugor. Inga underarter finns listade i Catalogue of Life.